# Malaxis padilliana
Malaxis padilliana är en orkidéart som beskrevs av Louis Otho Otto Williams. Malaxis padilliana ingår i släktet knottblomstersläktet, och familjen orkidéer. Inga underarter finns listade i Catalogue of Life.